# Kompetitivni antagonist
Kompetitivni antagonist je ligand koji se vezuje za receptor, ali ga ne aktivira. Antagonist se nadmeće sa dostupnim agonistima za ista mesta vezivanja na receptoru. Dovoljna količina antagonista istiskuje agoniste iz mesta vezivanja, posledica čega je niža frekvencija receptorske aktivacije.
Prisustvo kompetitivnog antagonista pomera dozno-rensponsnu krivu agonista na desno. Šildov graf za kompetitivne antagoniste ima nagib od 1, a X i Y odsečci su jednaki disocijacionim konstantama antagonista.
Kompetitivni antagonist može da bude reverzibilano kompetitivni ili ireverzibilno kompetitivni antagonist.